# 9551 Kazi
9551 Kazi este un asteroid care intersectează orbita planetei Marte.

## Descriere
9551 Kazi este un asteroid care intersectează orbita planetei Marte. Asteroidul prezintă o orbită caracterizată de o semiaxă mare de 2,63 ua, o excentricitate de 0,42 și o înclinație de 8,9° în raport cu ecliptica.